# Salminus brasiliensis
Espèce
Le dourado, damita ou pirayú (Salminus brasiliensis ou  Salminus maxillosus) est un poisson de l'ordre des characiformes, de grande taille qui habite les eaux tropicales et subtropicales de certaines zones de l'Amérique du Sud, dans les bassins des fleuves río Paraná, río Paraguay, Uruguay, ainsi que dans les rivières Chapare et Mamoré du bassin de l'Amazone en Bolivie. C'est un des principaux objets de la pêche sportive en Argentine, avec les différentes espèces de surubi (Pseudoplatystoma).

## Description
Adulte, il dépasse le mètre de long et atteint 25 kg de poids. Il a une forte musculature liée à son habitat, les rapides fluviaux de la région, ce qui rend sa capture difficile. Salminus brasiliensis est un poisson de corps salmonoide, robuste, modérément comprimé latéralement. Les exemplaires enregistrés de très grande taille atteignaient 110 et même 116 cm. La tête est grande, jusqu'au quart de la longueur totale, de forme conique. La bouche atteint la moitié de la tête. Elle est ornée de fortes dents côniques.

## Habitudes - Alimentation
Salminus brasiliensis est un prédateur vorace. On le surnomme tigre del río. Il habite les courants forts qui se forment dans les fonds pierreux ou dans les embouchures des affluents, là où sa musculature supérieure lui permet de manœuvrer avec plus de facilité que ses proies, en général d'autres poissons, et d'attaquer lorsque celles-ci sont désarmées dans le courant.
Il migre régulièrement au long des rivières de son domaine, poursuivant ses proies favorites, spécialement le sábalo (Prochilodus lineatus). Les autres espèces qu'il capture sont la boga (Leporinus obtusidens), le bagre (du genre Pimelodus et le Parapimelodus valenciennesi, poissons-chats de la famille des pimelodidae) et le piraña ou palometa (Serrasalmus marginatus), ainsi que des crustacés du genre Macrobrachium.

## Reproduction

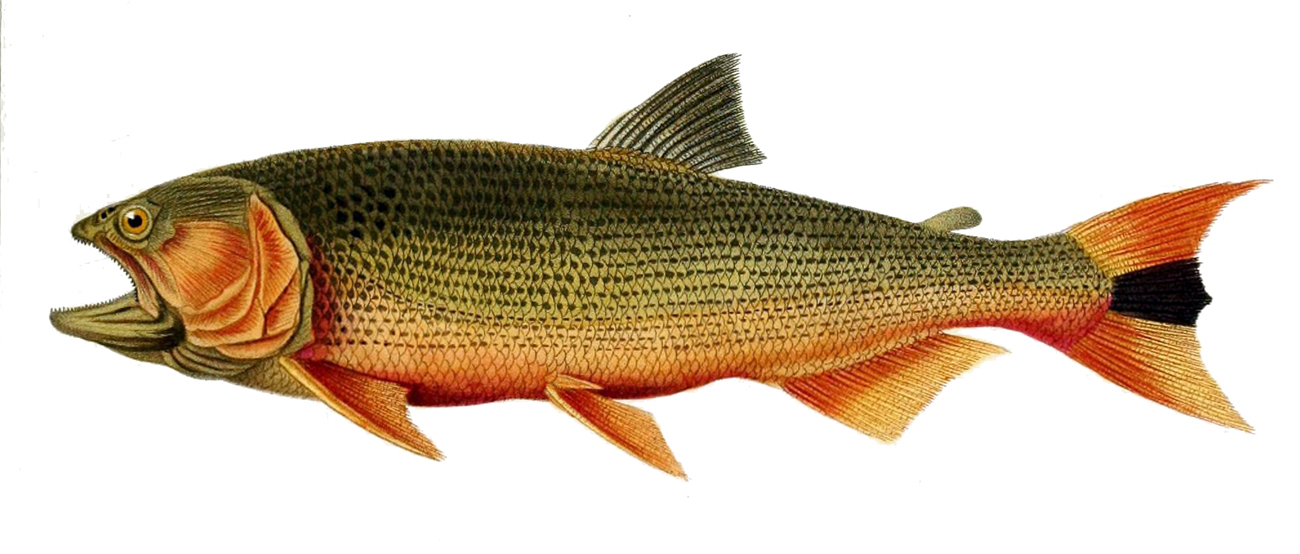
Salminus brasiliensis

Pour la reproduction, ils remontent le courant lors d'une migration connue sous le nom de piracema, pendant les mois de printemps austral (octobre et novembre).
Plusieurs mâles courtisent et suivent la même femelle. Lors de ce rituel d'approche les individus sautent hors de l'eau, et il est alors facile de les repérer et de les observer. La fécondation est externe, la femelle pondant jusque 200 000 œufs en une seule fois. Ils ne surveillent pas les œufs, déposés dans des endroits d'eau vive. Après une incubation d'un jour les alevins éclosent; ils ont plus ou moins 5 mm de longueur. La maturité sexuelle est atteinte la seconde année chez les mâles et la troisième chez les femelles. Les exemplaires immatures s'alimentent de protistes et ensuite de crustacés et d'insectes. Le salminus brasiliensis peut atteindre quatorze ans d'âge.

## Conservation

### En Argentine
En 2005 la loi Nº 26.021 du Congreso de la Nación Argentina a déclaré le dorado 
poisson d'intérêt national. La loi a ratifié une initiative du Secrétariat au Milieu Ambiant, qui cherchait à renforcer la conservation de l'espèce, menacée par la pêche commerciale et la construction de barrages hydroélectriques qui interrompent les flux migratoires.
Durant les années 1980, la pêche déclarée de dorado atteignit les 200 tonnes annuelles, provoquant une chute significative des populations. La récupération des effectifs de cette espèce se heurte aux nouveaux obstacles érigés sur leur migration reproductive (trame bleue ;  surtout le barrage de Yacyretá. Lors de la construction de ce dernier, quatre élévateurs étaient prévus pour faciliter le transit des poissons vers l'amont, mais seuls deux d'entre eux ont été construits, et l'un d'eux ne fonctionne pas. L'impossibilité de pondre dans des sites adéquats force l'alevinage à se produire en aval avant que les alevins ne soient préparés à affronter les conditions qui y règnent et qui leur sont imposées, ce qui provoque une mortalité élevée parmi eux. 
Les projets de conservation de l'espèce incluent le renforcement du réservoir existant dans les Étangs de l'Iberá, qui représentent un bon habitat pour l'ensemencement de juvéniles produits industriellement en pisciculture. Le principal danger dans cette zone pour les exemplaires immatures est le piraña palometa (Serrasalmus marginatus), présent en excès par manque de son prédateur naturel, le caïman ou yacaré (caiman jacaré et caiman latirostris) lequel régresse en raison du braconnage pratiqué à son égard.

## Pêche sportive
Le Dourado est apprécié en pêche sportive. Recherché par les pêcheurs, il offre un long combat ponctué de grands sauts. L'espèce ayant des mâchoires très solides, il est nécessaire de réaliser un ferrage puissant, et utiliser un hameçon de bonne qualité et bien affuté.

## Synonymes
- Hydrocynus brasiliensis
- Hydrocyon brevidens
- Salminus cuvieri
- Salminus orbignyanus
- Salminus maxillosus
- Salmo auratus
- Salmo vigintiseptemradiatus